# Leonit Abazi
Leonit Abazi, född 5 juli 1993 i Gjilan i Kosovo, är en albansk fotbollsspelare som spelar för albanska KF Skënderbeu Korçë.

## Klubbkarriär
Abazi inledde sin karriär som senior i barndomsklubben KF Drita Gjilan 2011. Han spelade i tre säsonger hos den kosovoanska klubben och spelade endast tolv ligamatcher för klubben med fyra gjorde mål.
Den 1 juli 2013 gick han över till albanska KF Skënderbeu Korçë. Hans debut ägde rum mot KF Laçi i en cupmatch.

## Landslag
Samma år som Abazi övergick till KF Skënderbeu Korçë började han spela för Albaniens U21-landslag.